# Ciclul Hainish
Ciclul Hainish sau Ecumen este format din mai multe romane și povestiri scrise de Ursula K. Le Guin. Acțiunea majorității dintre ele nu are loc pe planeta Hain, ci în locații al căror trecut este legat de ea. Oamenii de pe Hain sunt adesea prezenți, dar de obicei ca personaje secundare.
În conformitate cu stilul lui Le Guin, soft science fiction, aceste lucrări sunt scrise astfel încât să exploreze idei antropologice și sociologice.
Cele mai cunoscute și premiate din Ciclul Hainish sunt romanele Mâna stângă a întunericului și Deposedații. Romanul scurt Lumii îi spuneau pădure și povestirea The Day Before the Revolution au câștigat, de asemenea, premii.  

## Ordinea scrierii
În primele trei romane — Lumea lui Rocannon, Planeta exilului și Orașul iluziilor există sau a existat o Ligă a Tuturor Lumilor. În Orașul iluziilor, aceasta pare să fi fost cucerită sau destrămată de o rasă extraterestră din afara ei, numită shing.
În al patrulea, Mâna stângă a întunericului, se pare că planetele fostei Ligi a Lumilor s-au reunit sub forma Ecumenului, fondat de poporul hainish.
Al cincilea, Deposedații, este primul în cronologia ciclului Hainish. Cetienii au fost vizitați de oameni de pe alte planete, inclusiv de pe Pământ și de pe Hain. Diferitele planete sunt separate, dar se vorbește despre o uniune. Ideea ansiblului este cunoscută, dar încă nu există niciunul - noua fizică a lui Shevek poate fi - de fapt, chiar este în cele din urmă - cheia.
În al șaselea, Lumii îi spuneau pădure, apar Liga Lumilor și ansiblul, dar termenul 'Ecumen' nu este folosit.
Romanele și povestirile ulterioare nu vorbesc decât despre Ecumen, din rândul căruia fac parte acum și gethenienii, cei care constituie subiectul Mâinii stângi a întunericului.

## Cadrul acțiunii
Cu sute sau cu mii de ani în urmă, poporul de pe Hain a colonizat un mare număr de lumi, inclusiv Pământul. Multe dintre ele erau suficient de asemănătoare, încât oamenii de pe o lume să poată trece drept nativi pe alta, dar unii dintre vechii 'coloniști' hainish au apelat la ingineria genetică. Cel puțin una dintre diversele specii de pe Rokanan este produsul ingineriei genetice, la fel ca 'hilfii' de pe Planeta S (a căror poveste nu a fost încă istorisită) și androginii de pe Gethen din Mâna stângă a întunericului. Ecumenul nu știe dacă dorința coloniștilor a fost de a adapta oamenii la condițiile diverselor lumi, de a experimenta diferite tipare sexuale, sau au avut alte motive. 
Civilizația hainish a colapsat și planetele-colonii (inclusiv Pământul) au uitat de existența celorlalte lumi umane. Poveștile Ecumenului relatează efortul de a restabili o civilizație la scară galactică prin intermediul călătoriei între stele cu viteze apropiate de cea a luminii (a căror durată de câțiva ani devine săptămâni sau luni pentru călători, datorită dilatării temporale) și prin comunicarea interstelară instantanee permisă de 'ansiblu'.
Acest lucru pare a se fi desfășurat în două faze. Întâi a fost formată o Ligă a Tuturor Lumilor, reunind "nouă lumi cunoscute" - probabil împreună cu coloniile. La momentul acțiunii din Lumea lui Rocannon, ea crescuse, dar se afla sub amenințarea unui dușman îndepărtat. În City of Illusions se menționează o ligă care cuprinde aproximativ 80 de lumi.
A doua fază a început cu Mâna stângă a întunericului. Cele peste 80 de planete par să se fi reunit sub forma 'Ecumenului' – nume derivat din grecescul "oikoumene", care înseamnă "lumea locuită".

## Planetele din Ciclul Hainish
Ciclul Hainish conține un mare număr de planete și explorează continuu altele noi. În 'Mâna stângă a întunericului', Genly Ai pomenește despre existența a 83 de lumi în Ecumen, Gethen candidând pentru a deveni a 84-a.

## Tehnologii
Societățile tind să folosească tehnologii sofisticate și nederanjante. Cea mai notabilă o constituie ansiblul, un dispozitiv de comunicare instantanee care păstrează lumile laolaltă.
Comunicarea fizică se face prin intermediul navelor care călătoresc cu viteze apropiate de cea a luminii. Procesul nu e explicat niciodată: nava dispare de unde era și reapare altundeva, peste câțiva ani. Călătoria ia mai mult decât dacă ar fi făcută cu viteza luminii, dar pe navă se scurg doar câteva ore. Aparent, această metodă nu poate fi folosită pentru a călători în interiorul unui sistem solar. Călătoriile pot începe și se pot termina în apropierea unei planete, dar, fără folosirea unui "retemporalizator", efectele fizice sunt drastice la sfârșitul călătoriilor lungi. Pentru gravide, călătoria e mortală.
Orașul iluziilor menționează mașini ale morții automate care folosesc principiul ansiblului și pot lovi instantaneu lumi îndepărtate. Un asemenea dispozitiv este folosit cu siguranță în Lumea lui Rocannon, dar nu apare în cărțile ulterioare.
Teoria lui Churten, așa cum este ea dezvoltată de fizicienii de pe Anarres, ar trebui să permită oamenilor să călătorească instantaneu dintr-un sistem solar în altul. Aceasta este o dezvoltare a muncii lui Shevek, a cărui poveste este relatată în Deposedații. Munca lui Shevek a făcut posibilă existența ansiblului - în carte se menționează că inginerii au stabilit că îl pot construi de îndată ce este descoperită teoria corectă. Teoria lui Churten oferă un mod de a muta o navă întreagă instantaneu, dar cu anumite efecte secundare, descrise în două povestiri: Povestea shobilor și Dansând spre Ganam (ambele apărute în culegerea de povestiri Pescarul de pe marea interioară). 
Trebuie menționat că ideea ansiblului a fost folosită ulterior și de alți scriitori de science fiction și fantasy, cum sunt Orson Scott Card, Elizabeth Moon și Vernor Vinge.

## Lumi post-tehnologice
În câteva dintre aceste narațiuni apare ideea societăților post-tehnologice și a colapsului social:
- În Orașul iluziilor, Pământul viitorului a suferit un colaps, pierzând contactul cu stelele.
- În O altă poveste, din Pescarul de pe marea interioară, se menționează că Pământul încă suferă de pe urma poluării.
- Eleven-Soro posedă o tehnologie avansată, iar apoi suferă un colaps, așa cum se relatează în povestirea Solitude.
- Chiar și pe Hain s-a revenit la o viață mai simplă, tehnologia fiind folosită doar când e nevoie, așa cum este prezentat în prima parte din A Man of the People din Four Ways to Forgiveness. Același lucru pare să se aplice și planetei Ve.
- În treacăt, se menționează că Orint și Kheakh sunt lumi care s-au autodistrus.
- În Mâna stângă a întunericului, planeta Gde este descrisă ca fiind formată din stânci fierbinți și deșert, acesta fiind rezultatul unei societăți tehnologice care "și-a devastat echilibrul ecologic" în urmă cu câteva milenii, "făcând o pasiune din arderea pădurilor".

## Biologie
Majoritatea populațiilor din acest univers provin, la origine, de pe Hain, ai cărei locuitori au colonizat multe lumi înconjurătoare. Ei au păstrat în principiu aceleași caracteristici, putându-se căsători și avea copii. Abundența neobișnuită a părului cetienilor este menționată în Lumii îi spuneau pădure și Deposedații - deși cetienilor li se pare că restul tipologiilor umane au neobișnuit de puțin păr. În The Telling se menționează că locuitorii de pe Chiffewar nu au deloc păr.
În trecut au avut loc și unele manipulări biologice:
- Un lucru unic printre popoarele cunoscute este controlul voluntar complet al propriei fertilități, specific poporului hainish. Pentru ca un mascul și o femelă a acestei rase să se reproducă, trebuie ca ambii să aleagă conștient producerea de material genetic viabil, lucru pe care îl învață în adolescență. Schimbările genetice necesare pentru aceasta au avut loc de-a lungul mai multor generații, în trecutul îndepărtat.[5]
- În Mâna stângă a întunericului se menționează că 'hilfii de pe S' trebuie să fie rodul manipulării genetice realizate de vechea populație hainish, la fel ca gethenienii și degenerații umanoizi înaripați de pe Rokanan.
- E posibil ca oamenii hermafrodiți de pe Gethen să fi fost creați pentru a se putea adapta climatului dur, sau ca experiment pentru a se vedea cum pot trăi oamenii fără diferențierea sexuală. Ambele idei sunt menționate, dar nici una nu este demonstrată.
- Degenerații umanoizi înaripați apar în Lumea lui Rocannon. Ei locuiesc în orașe care necesită pentru construire o tehnologie mai avansată decât a restului raselor de pe Rokanan, dar sunt organizați într-o societate de tip lilieci, vânând oameni și animale cu care se hrănesc sugându-le sângele.
- Despre 'hilfii de pe S' nu se mai spune nimic, doar dacă nu sunt aceeași cu micii indigeni blănoși de pe Athshe (descendenți hainish, ca și ceilalți oameni sau cvasi-oameni).
- În The Matter of Seggri se povestește că disproporția extremă între sexele poporului seggri poate fi dovada unui al caz de manipulare genetică.

Alterranii, cu distinctivii lor ochi ca de pisică, pot face copii cu oamenii de pe Pământ. Ei pot fi un alt caz de manipulare genetică, sau poate fi vorba doar de o adaptare naturală.
Shingii din City of Illusions par să aibă altă origine: ei nu pot face copii cu oamenii de pe Pământ.

## Cronologie
Scriind pentru Science Fiction Studies în martie 1975, Ian Watson propunea următoarea cronologie pentru primele șase romane.
- cca. 2300 AD - Deposedații
- cca. 2368 AD - Lumii îi spuneau pădure
- cca. 2684 AD - Lumea lui Rocannon
- cca. 3755 AD - Planeta exilului
- cca. 4370 AD - Orașul iluziilor
- cca. 4670 AD - Mâna stângă a întunericului

## Listă de cărți

### Romane
Romanele sunt prezentate aici după cronologia seriei, nu în ordinea în care au fost scrise. 
| Nume                        | Anul apariției | Locul acțiunii             | Note |  |
| --------------------------- | -------------- | -------------------------- | --- |  |
| Deposedații                 | 1974           | Urras-Anarres (Tau Ceti)   | A câștigat premiul Nebula, 1974; A câștigat premiul Locus pentru cel mai bun roman, 1975; A câștigat premiul Hugo, 1975; Nominalizare premiul John W. Campbell, 1975              |  |
| Lumii îi spuneau pădure     | 1976           | Athshe/New Tahiti          | A câștigat premiul Hugo pentru cea mai bună nuvelă, 1973 Nominalizare premiul Nebula pentru cea mai bună nuvelă, 1973 Nominalizare premiul Locus pentru cea mai bună nuvelă, 1973 |  |
| Lumea lui Rocannon          | 1964           | Rokanan (Fomalhaut II)     | |  |
| Planeta exilului            | 1966           | Werel (Gamma Draconis III) | |  |
| Orașul iluziilor            | 1967           | Terra                      | |  |
| Mâna stângă a întunericului | 1969           | Gethen                     | A câștigat premiul Nebula, 1969; A câștigat premiul Hugo, 1970 |  |
| The Telling                 | 2000           | Aka                        | A câștigat premiul Locus pentru cel mai bun roman fantezie, 2001 |  |

### Povestiri
În ordinea apariției.
- Dowry of the Angyar (1964) - a apărut în The Wind's Twelve Quarters (1975) sub denumirea: Semley's Necklace - Rokanan
- Winter's King (1969) - a apărut în  The Wind's Twelve Quarters (1975) - Gethen
- Vaster Than Empires and More Slow (1971) - a apărut în The Wind's Twelve Quarters (1975) - World 4470
- The Day Before the Revolution (1974) - a apărut în The Wind's Twelve Quarters (1975) - Urras
- Povestea shobilor (1990) - a apărut în Pescarul de pe marea interioară (1994) - Hain, Ve, M-60-340-nolo
- Dansând spre Ganam (1993) - a apărut în Pescarul de pe marea interioară (1994) - Ganam (Tadkla)
- O altă poveste sau Pescarul de pe marea interioară (1994) - a apărut în Pescarul de pe marea interioară (1994) - O
- Betrayals (1994) - a apărut în Four Ways to Forgiveness (1995) - Yeowe-Werel
- Forgiveness Day (1994) - a apărut în Four Ways to Forgiveness (1995) - Yeowe-Werel
- Unchosen Love (1994) - a apărut în The Birthday of the World (2002) - O
- A Man of the People (1995) - a apărut în Four Ways to Forgiveness (1995) - Hain, Yeowe-Werel
- A Woman's Liberation (1995) - a apărut în Four Ways to Forgiveness (1995) - Yeowe-Werel
- The Matter of Seggri (1994) - a apărut în The Birthday of the World (2002) - Seggri
- Solitude (1994) - a apărut în The Birthday of the World (2002) - Eleven-soro
- Coming of Age in Karhide (1995) - a apărut în The Birthday of the World (2002) - Gethen
- Mountain Ways (1996) - a apărut în The Birthday of the World (2002) - O
- Old Music and the Slave Women (1999) - a apărut în The Birthday of the World (2002) - Yeowe-Werel